# ヤコブ・ウィレムスゾーン・デルフ
ヤコブ・ウィレムスゾーン・デルフ（Jacob Willemsz. Delff、1550年ころ - 1601年5月5日） はオランダの画家である。肖像画にすぐれ、当時の有力者の肖像画を残した。3人の息子も画家になり、同名の孫、ヤコブ・ウィレムスゾーン・デルフ（Jacob Willemsz. Delff de Jongere）も肖像画家として知られている。

## 略歴
ゴーダの生まれで、おそらくデルフトの画家、アントーニ・ファン・モントフォート（Anthonie van Montfoort: 1533/1534-1583）の弟子であったとも考えられている。1575年にデルフトの聖ルカ組合に登録された。7年後にデルフトの市民権を得た。
Maria Nagelという女性と結婚し、3人の息子が生まれた。コルネリス・ヤコブスゾーン・デルフ（Cornelis Jacobsz. Delff: c.1571-1643）は静物画家として知られ、ロフス（Rochus Jacobsz. Delff: c.1572-1617)は肖像画家、ウイレム（Willem Jacobsz. Delff: 1580-1638）は肖像画家、版画家になった。1590年に3人の息子といる自画像を描き、この作品は現在アムステルダム国立美術館に収蔵されている。同名の孫のヤコブ・ウィレムスゾーン・デルフ（Jacob Willemsz. Delff (II)またはJacob Willemsz. Delff de Jongere: 1619-1661）も肖像画家として知られている。
1580年から1593年の間に描いた作品が残されている。カレル・ファン・マンデルによればピーテル・コルネリスゾーン・ファン・レイク（c.1567-c.1637）はデルフから絵を学んだとされている。

## 作品

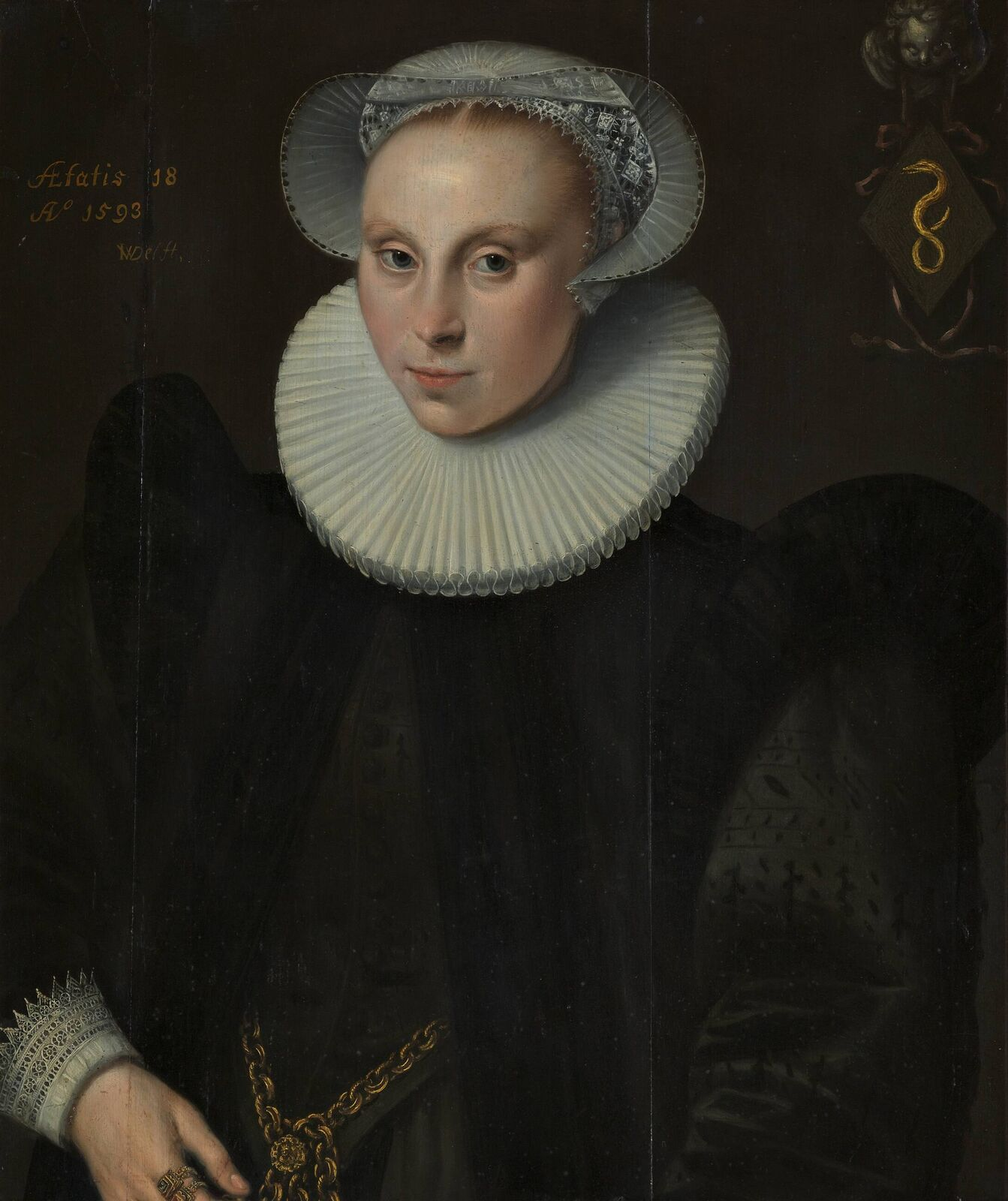
Portrait of Baertje van Adrichem(1593) ボイマンス・ヴァン・ベーニンゲン美術館 蔵
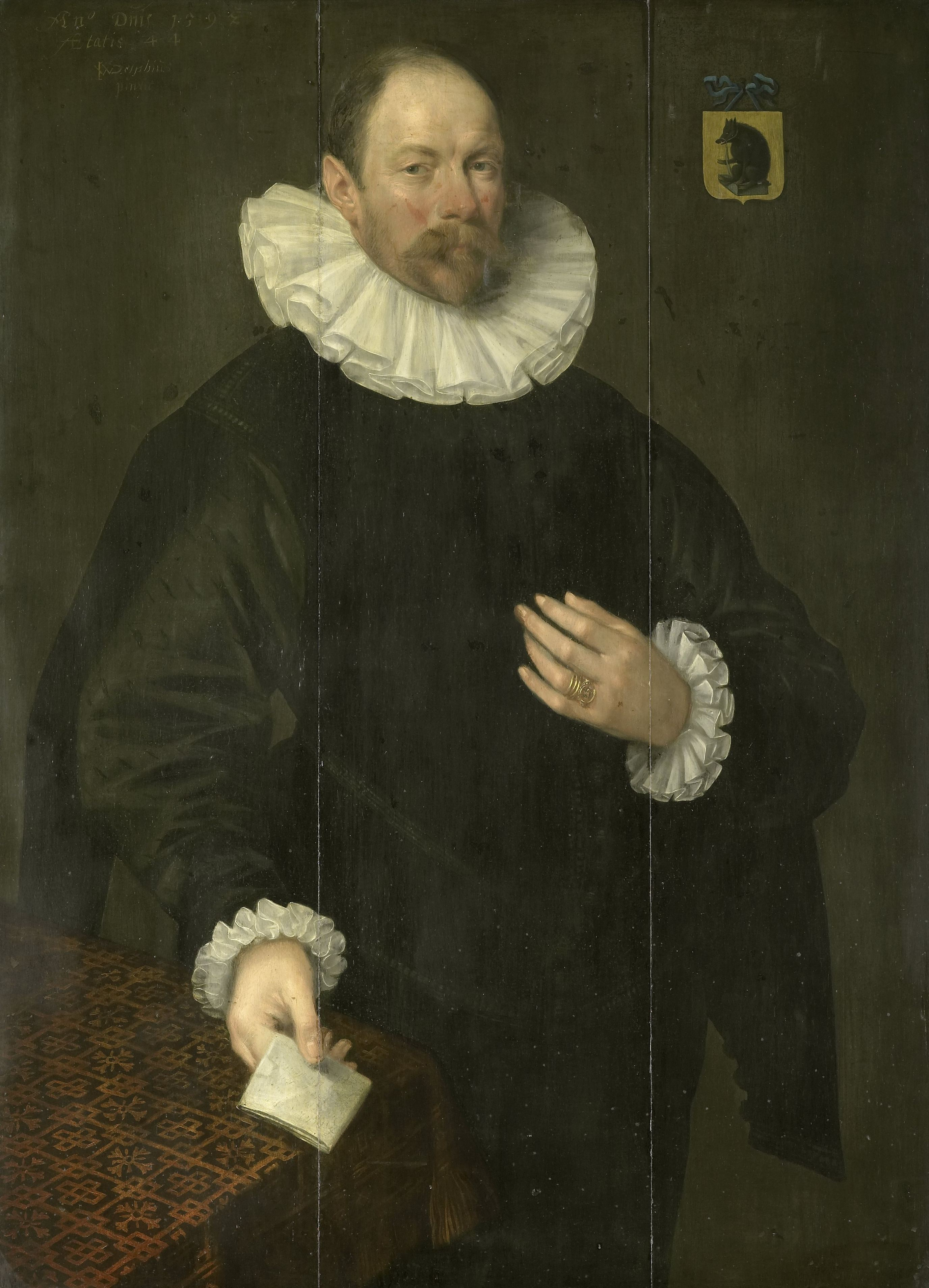
デルフト市長の肖像画 アムステルダム国立美術館 蔵
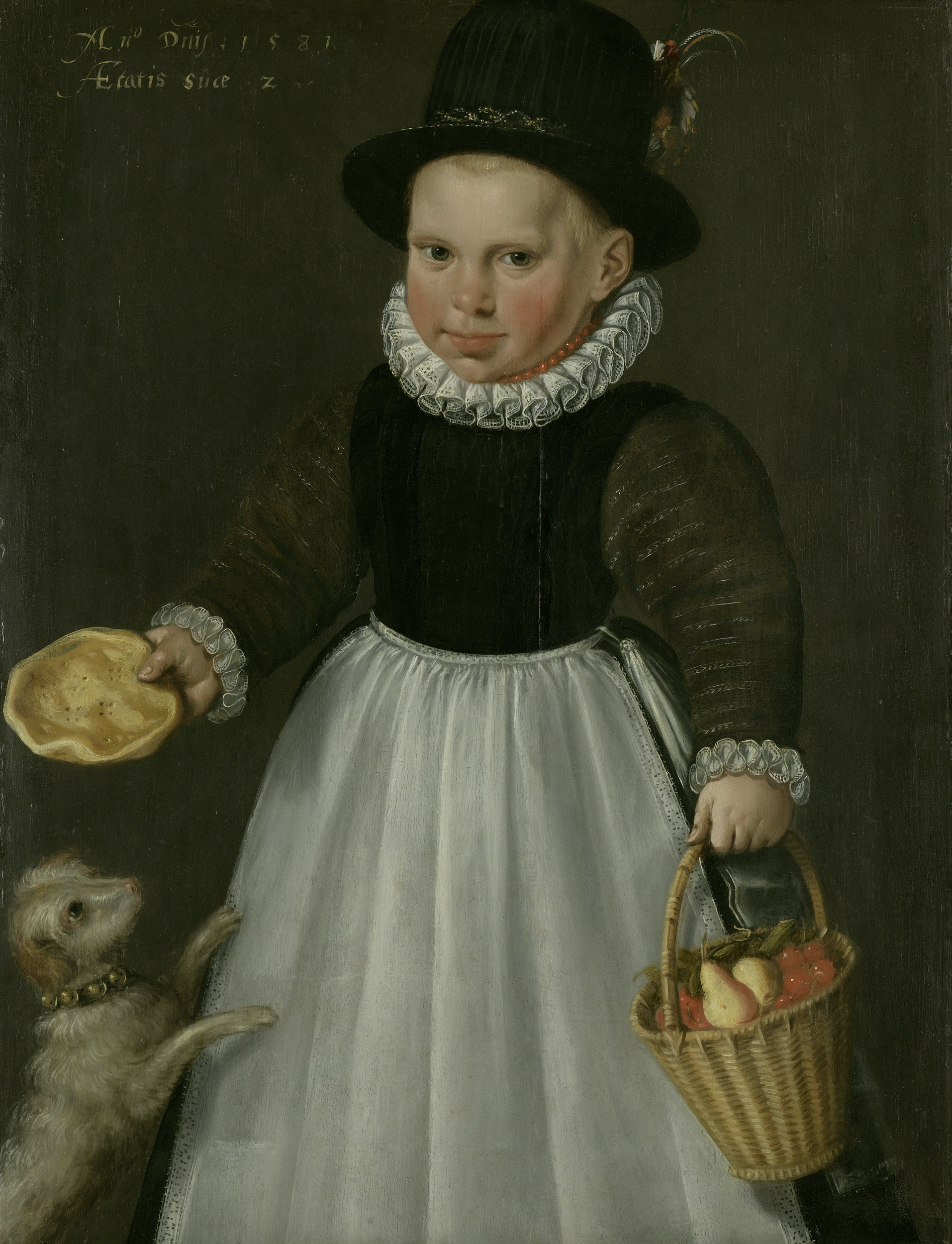
男の子の肖像画(1581) アムステルダム国立美術館 蔵
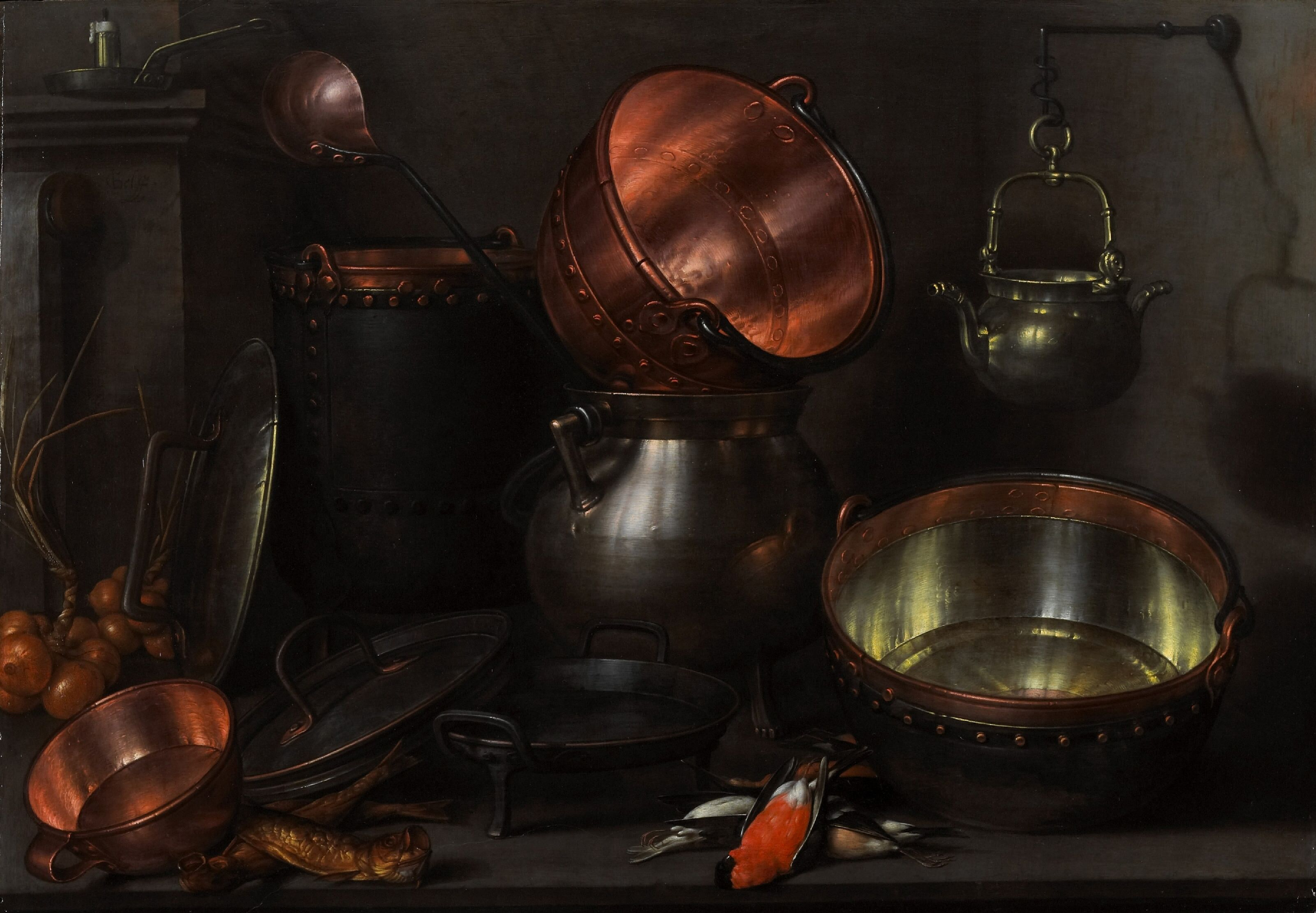
Allegory of the Four Elements(1600) ミネアポリス美術館 蔵